# Rookie of the Year
Rookie of the Year (dt. Neuling des Jahres, zu Rookie) ist ein Titel für den besten Sportler, der seine erste Profi-Saison bestreitet. Die Auszeichnung wird in vielen nordamerikanischen Profiligen wie der Major League Baseball (MLB – der MLB Rookie of the Year Award), der National Basketball Association (NBA – der NBA Rookie of the Year Award), der National Hockey League (NHL – die Calder Memorial Trophy), der Major League Soccer (MLS – der MLS Rookie of the Year Award) und der National Football League (NFL – NFL Rookie of the Year) sowie in der European League of Football (ELF) vergeben.
In der NFL werden jedes Jahr der beste offensive und der beste defensive Neuzugang des Jahres ausgezeichnet. Bis 1996 fanden zudem getrennte Wahlen in der National Football Conference und der American Football Conference statt.
Auch viele Motorsportklassen, vor allem nordamerikanische, verleihen einen Rookie-of-the-Year-Titel, wie zum Beispiel die IndyCar Series und die NASCAR in all ihren Serien mit dem NASCAR Rookie of the Year Award. Auch in der MotoGP, der Königsklasse des Motorradrennsports, wird jährlich diese Auszeichnung verliehen.

## Sonstiges
„Rookie of the Year“ (dt. Der Durchstarter) ist der Originaltitel eines Spielfilmes des US-amerikanischen Regisseurs Daniel Stern von 1993 mit Thomas Ian Nicholas und Gary Busey sowie eines 60-minütigen Fernsehfilmes aus dem Jahr 1973 von Larry Elikann mit Jodie Foster.
„Rookie of the Year“ heißt ein Song der Post-Hardcore/Alternative-Rock-Band Funeral for a Friend.
„Rookie of the Year“ ist der Name einer US-amerikanischen Indie-Rock-Band.